# Capannori
Capannori település Olaszországban, Toszkána régióban, Lucca megyében. Lakosainak száma 46 253 fő (2023. január 1.). Capannori Altopascio, Bientina, Borgo a Mozzano, Buti, Calci, Lucca, Pescia, Porcari, San Giuliano Terme, Villa Basilica és Montecarlo községekkel határos.

## Népesség
A település népességének változása:
| Lakosok száma | 46 508 | 46 072 | 46 253 |
|               | 2014   | 2018   | 2023   |